# Quo vadis? (film 1913)
Quo vadis? è un film del 1913 diretto da Enrico Guazzoni, tratto dall'omonimo romanzo di Henryk Sienkiewicz.
La pellicola riscosse un successo internazionale: fu il primo film a essere proiettato in un teatro di serie A di Broadway con nove mesi di proiezioni continuate da aprile a dicembre; a Londra venne dato in prima davanti al re Giorgio V che si complimentò con gli interpreti, tanto da portare Guazzoni a insistere sulla strada del dramma storico.

## Trama
La storia è ambientata durante gli anni di governo dell'imperatore Nerone e figura l’episodio il Grande incendio di Roma del 64 d.C.
Di ritorno da una campagna militare in Armenia, il soldato Vinicio giunge a porgere i saluti all’amico Petronio, scrittore e politico alla corte di Nerone (ispirato a Petronio Arbitro). Questi, racconta a Petronio di essersi invaghito di Licia, figlia di Aulo Plauzio, e domanda aiuto per conquistarla. Dopo una visita a casa della giovane, Petronio organizza allora il rapimento di Licia da parte delle truppe di Nerone, con l’intendo poi di donare la ragazza come schiava a Vinicio stesso, che però è all’oscuro del piano. Nel frattempo, lo schiavo Uscus, fedele a Plauzio, segue Licia per poterla proteggere, mentre la giovane è sotto le cure della nobile Atte. A palazzo, Licia è invitata ad un banchetto, ove Vinicio tuttavia, ubriaco, cerca di violentarla, allontanato appena in tempo da Uscus. Licia, innamorata di Vinicio ma delusa dal suo comportamento, cerca allora di essere liberata tramite l’intercessione dell’imperatrice Poppea, che però, credendo la giovane una minaccia alla sua bellezza alla corte, gliela nega. Uscus chiede aiuto ad un drappello di cristiani per rapire a loro volta Licia e riportarla a casa. Vinicio, appresa la notizia del rapimento, chiede aiuto al filosofo Chilo per ritrovare la sua amata. Quest’ultimo conferma la cristianità di Licia e la sua partecipazione ad una celebrazione segreta a cui sarà presente San Pietro in persona. Vinicio, dunque, in compagnia del filosofo, si reca al rito e grazie alle parole dell’apostolo il suo cuore si apre alla cristianità, facendosi battezzare. Riunitosi con Licia, i due si confessano l’amore reciproco e la loro unione viene benedetta da Pietro. 
Nel frattempo, Petronio si innamora della schiava Eunice, mentre Nerone, ambizioso e ossessionato dal potere, cova odio nei confronti della Cristianità. In preda al delirio, l’imperatore ordina a Tigellino, il suo generale, di incendiare Roma e gode davanti alla distruzione della città, intonando una canzone. Il popolo, infuriato per l’accaduto, accusa Nerone dell’incendio. Nonostante Petronio riesca a calmare la folla per qualche giorno, l’incidente necessita comunque di un capro espiatorio che distolga ogni risentimento verso l’imperatore. Poppea e Tigellino, consci dell’odio di Nerone, convincono quest’ultimo a punire i cristiani. Petronio, esterrefatto dal suggerimento, rimprovera Nerone, affronto che incrina ormai il rapporto tra i due. 
Nerone accusa dunque i cristiani e ne condanna un gruppo all’esecuzione nell’arena dei leoni. Vinicio, che ha perso Licia durante l’incendio, cerca disperato di capire se la sua amata sia stata o meno catturata. Intanto, dal palchetto imperiale Nerone guarda compiaciuto il macabro spettacolo, mentre Petronio lo rimprovera una volta ancora, guadagnandosi una condanna a morte. Nell’arena giunge un toro, che ha sulla schiena legata Licia. Uscus, sceso in campo, riesce a sconfiggere il toro e a salvare la fanciulla. Vinicio li raggiunge e chiede a Nerone e al popolo il perdono, mostrando anche le sue ferite di guerra come segno della sua fedeltà a Roma. Nerone, accerchiato dai Romani, non può rifiutarsi e così i due innamorati si salvano.
Lo stesso lieto fine non è riservato a Petronio, che si taglia le vene ad un banchetto, insieme alla sua amata Eunice. I due muoiono tragicamente in un bacio, sotto i pianti disperati dei commensali. Il resto dei cristiani continua ad essere perseguitato, ma ciò scatena una reazione da parte del popolo. Una ribellione ha infatti portato Galba al potere e Nerone si toglie quindi la vita prima di cadere nella mano dei nemici.
Nell’ultima scena, a Pietro, in fuga da Roma, appare il fantasma di Gesù. Stupito, egli domanda al suo maestro: “Quo vadis?”. L’apparizione convince Pietro a tornare indietro e ad accettare il martirio.

## Produzione
Questo film è uno dei primi casi dove la produzione ha fatto uso di innumerevoli comparse, di sfarzose scenografie e di set tridimensionali (e non solo più teli dipinti) che, per l'occasione, ricreavano l'antica Roma. Le riprese sono durate due mesi, per 2 250 metri di pellicola, e due ore di proiezione che codificheranno i criteri per i superspettacoli a venire del decennio.

## Distribuzione
Il film è stato distribuito nelle sale italiane a partire dal mese di marzo del 1913.

## Accoglienza

### Critica
Da molti critici cinematografici italiani è considerato uno dei primi colossal della storia del cinema, se non addirittura il primo, anche se il termine 'colossal' fu utilizzato dalla stampa italiana per la prima volta solo nel 1930, in occasione dell'uscita del film Gli angeli dell'inferno, di Howard Hughes.

## Altre versioni
- Quo vadis?, film diretto da Lucien Nonguet e Ferdinand Zecca (1901)
- Quo vadis?, film diretto da Gabriellino D'Annunzio e Georg Jacoby (1924)
- Quo vadis, film diretto da Mervyn LeRoy (1951)
- Quo vadis?, miniserie TV diretta da Franco Rossi (1985)
- Quo vadis?, film diretto da Jerzy Kawalerowicz (2001)